# Anagni
Anagni [anaňi] je historické město ve střední Itálii v regionu Lazio a provincii Frosinone, asi 55 km východně od Říma. Leží při dálnici A1 a železnici Řím-Neapol v západním podhůří Středních Apenin. Od roku 305 př. n. l. bylo římským municipiem a od roku 487 sídlem biskupa. Několikrát bylo přechodným sídlem papežů, má románskou katedrálu s věží, kryptou a bohatou freskovou výzdobou, podobně jako protější papežský palác. Město s 21 tisíci obyvateli si zachovalo středověký ráz s úzkými a strmými uličkami. Má malebnou polohu, zbytky starých hradeb a vodovod, rozsáhlé vykopávky římského města a v okolí se pěstují vinice. 

## Historie
Místo bylo osídleno už v paleolitu, v  kašně Ranuccio se našly kosti Homo erectus (stáří 2 miliony let). Město bylo kulturním a náboženským střediskem kmene Herniků a podle svědectví Marka Aurelia se zde ještě ve 2. století uchovávalo mnoho etruských knih psaných na plátně, z nichž jediná, Liber linteus, se zachovala v muzeu v Záhřebu. Od 7. století př. n. l. je doloženo významné obchodní středisko s etruským i řeckým zbožím. Roku 305 př. n. l. vyhlásilo Anagni válku Římanům a po porážce bylo připojeno k římské říši. Obyvatelé dostali občanství, nemohli ale volit a pořádat vlastní sněmy. Za císařské doby bylo Anagni pro příjemné klima oblíbeným letním sídlem císařů, na což ve středověku navázali papežové.
Koncem císařské doby město utrpělo hluboký úpadek, částečně se vylidnilo a zarůstalo křovím. Přesto se roku 487 stalo sídlem biskupa a diecéze a v 9. století byla postavena první katedrála na místě chrámu bohyně Cerery. Od 10. století město upevňovalo vztahy s papežským stolcem a s papežskou podporou se krajina znovu osídlila zemědělci. Roku 1122 zde papež Kalixt II. vyhlásil hlavní listinu Wormského konkordátu s císařem. Roku 1160 papež Alexandr III. v katedrále exkomunikoval císaře Fridricha Barbarossu a roku 1176 s papežskými vyslanci vytvořil Pactum Anagninum, na jehož základě se o rok později uzavřel mír. Ve 13. století se čtyři rodáci z Anagni stali papeži, poslední z nich, diplomat Bonifác VIII., se stal papežem 1294 proti vůli francouzských kardinálů. Roku 1300 slavil v Římě první jubilejní rok a založil první římskou univerzitu, ale kvůli svým nárokům na svrchovanost papeže vůči světským panovníkům se dostal do sporu s francouzským králem Filipem Sličným. Jeho rádce s vojskem dvou tisíc žoldnéřů dobyl papežský palác a papeže zajal a uvěznil, jak to zmiňuje Dante v Očistci Božské komedie. Roku 1303 však místní lidé dobyvatele vyhnali a papeže vysvobodili. Papež odpustil svým věznitelům a v září 1303 se vrátil do Říma. Po jeho smrti se papeži stali Francouzi, kteří se usadili v Avignonu, což znamenalo pro Anagni nový úpadek. Teprve roku 1633 začala velká obnova města, počínaje hradbami, ale středověká sláva se nevrátila. Koncem 19. století se Anagni stalo městem škol, a tím získalo nový význam.

## Doprava
Město leží u hlavní dálnice A1 Řím – Neapol a na hlavní italské železniční trati z Říma do Neapole. Nádraží je však od historického centra asi 6 km vzdáleno, s výškovým rozdílem kolem 400 m.. 

## Pamětihodnosti
Město má krásnou polohu, kterou ještě zdůrazňuje jeho dobře zachovaný historický ráz s hradbami, katedrálou a okolní krajinou.
- Románská katedrála Zvěstování Panny Marie z let 1071-1175 s gotickými doplňky ze 13. století patří k nejlépe zachovaným v celé Itálii. Stojí jako dominanta města s mohutnou věží v průčelí. Uvnitř je rovněž středověká fresková výzdoba a jedna z nejlépe zachovaných mramorových mozaikových podlah od rodiny Cosmati. Největším magnetem je však bohatě pomalovaná krypta s freskovým cyklem Bible, který patří k nejlépe zachovaným románským freskám v Itálii, a druhá mozaiková podlaha, kterou nikdy nikdo nerestauroval.
- V blízkosti katedrály stojí papežský palác, kamenná románská budova, v současnosti historické muzeum.
- Stará radnice z roku 1163 od architekta Jacopo da Gigli, malebná budova s velkým schodištěm.
- Casa Gigli, středověký obytný dům, který si dal opravit švédský cestovatel Albert Barnekow.
- Kostel svatého Ondřeje, středověká stavba s věží a kryptou, v baroku restaurovaná
- Jižně od města je Villa Magna římského císaře Antonina Pia, kde archeologické vykopávky odhalují rozsáhlou a bohatě zdobenou budovu, patrně věnovanou výrobě vína, i zbytky kláštera svatého Petra.

## Rodáci
- Valens, vojevůdce císaře Vitellia
- Inocenc III., papež
- Řehoř IX., papež
- Alexandr IV., papež
- Bonifác VIII., papež

## Galerie

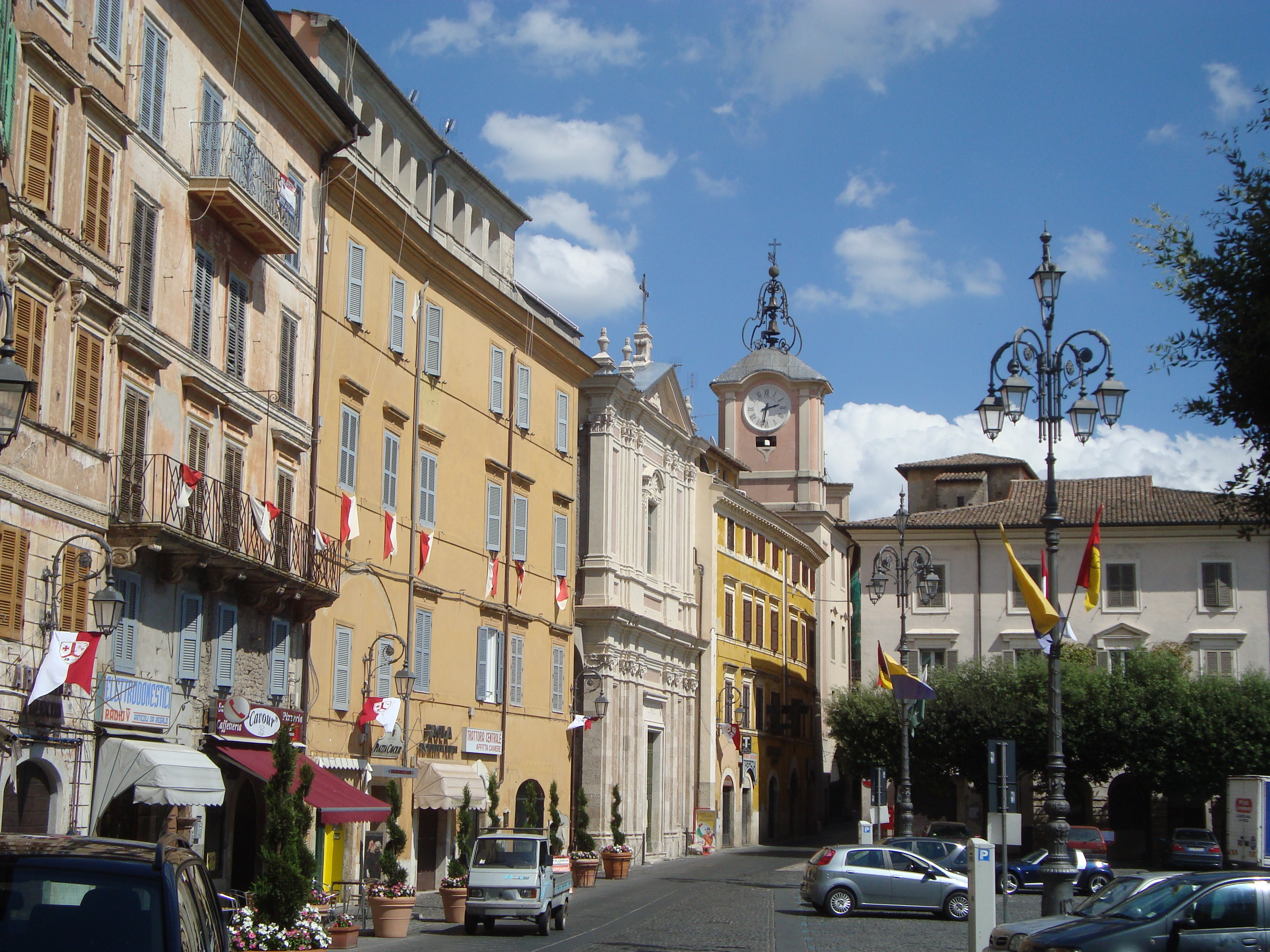
Piazza Cavour
Stará radnice
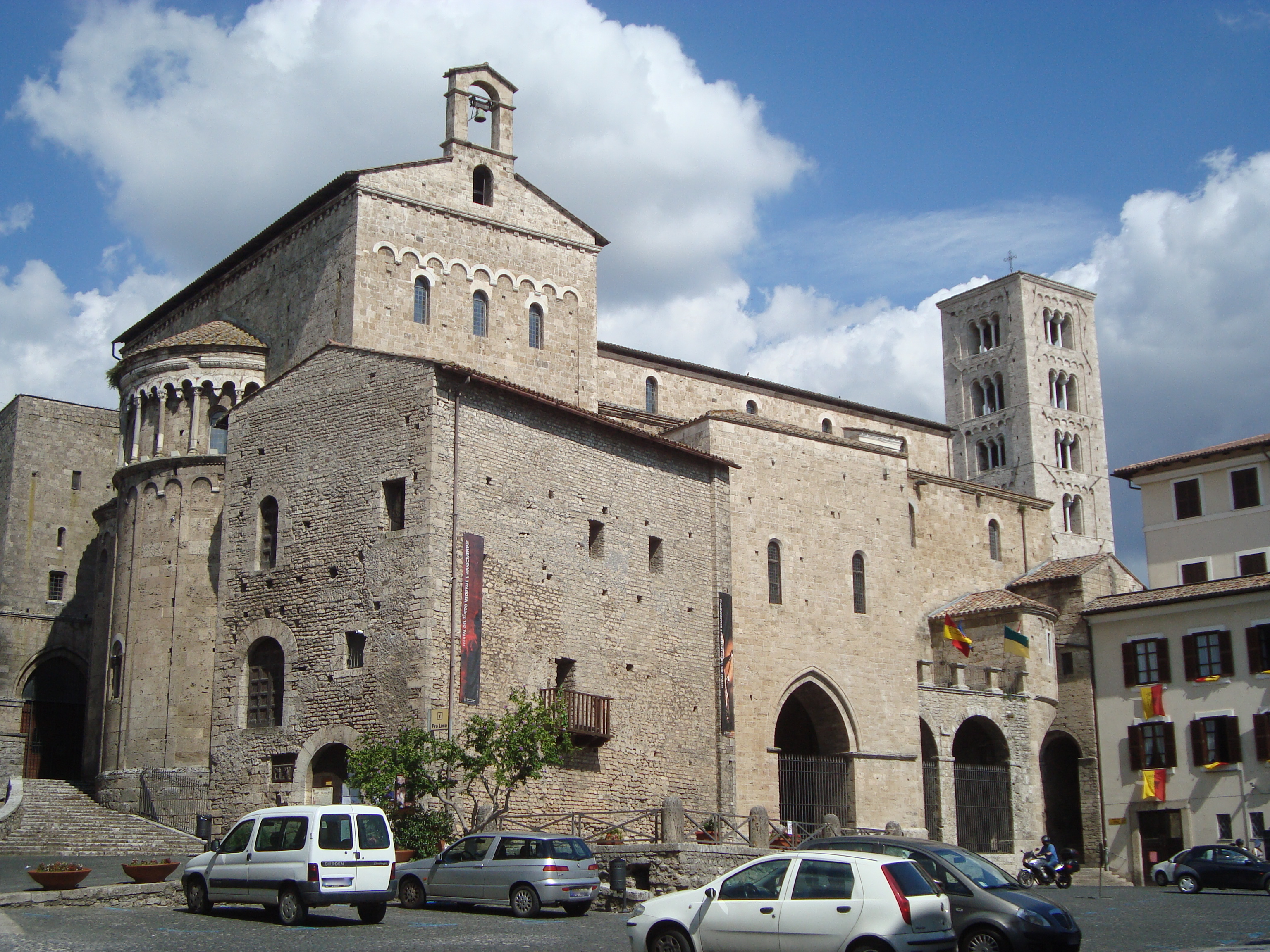
Katedrála P. Marie, celek
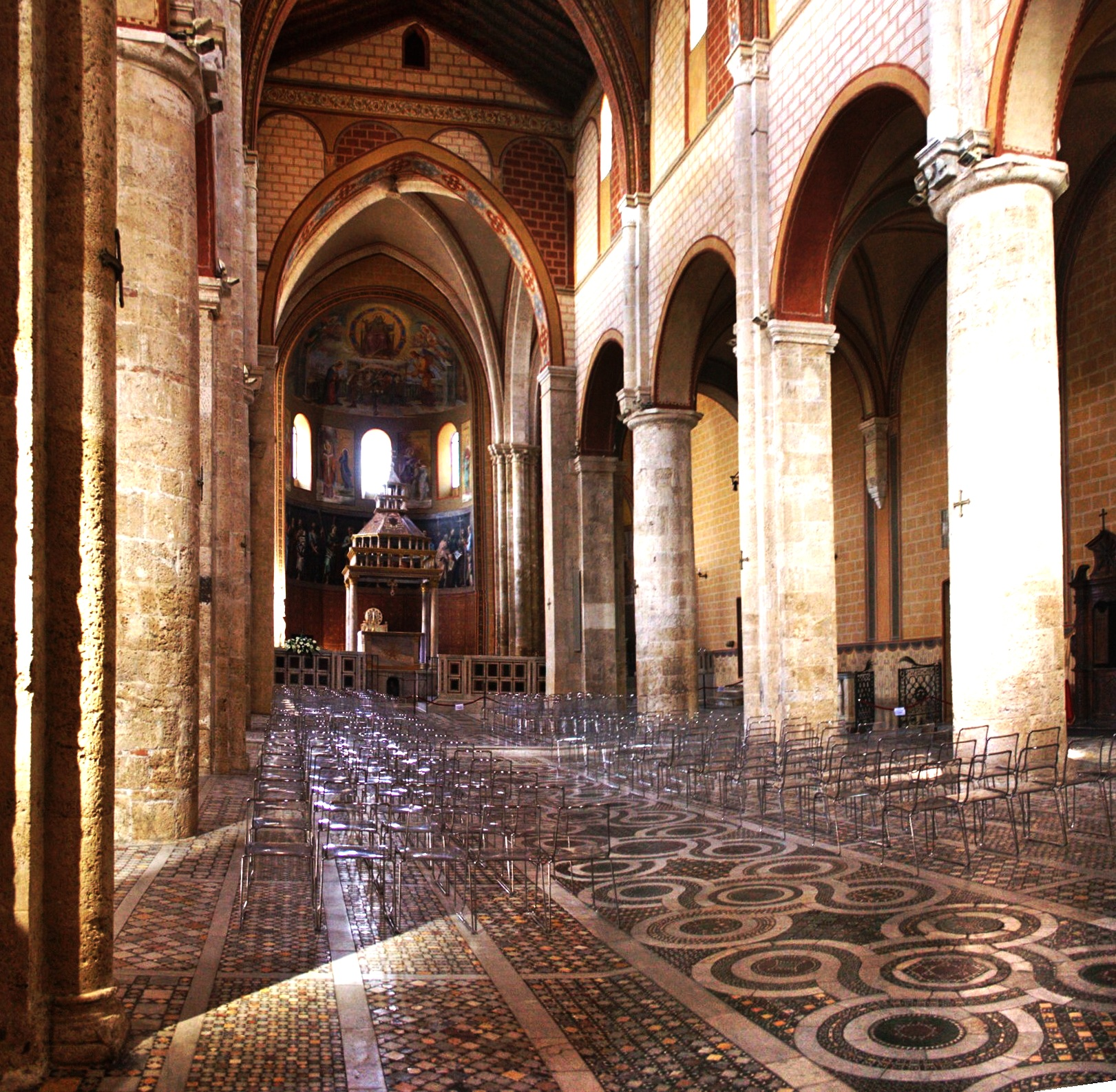
Interiér
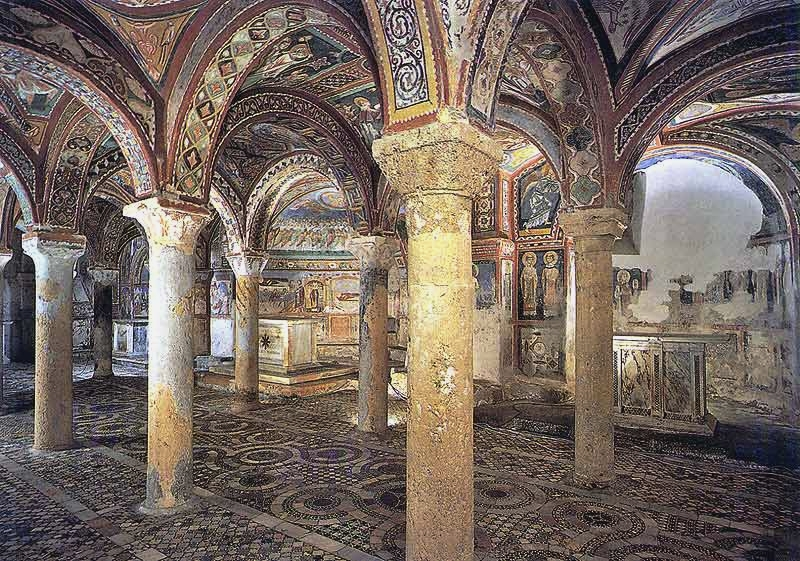
Krypta
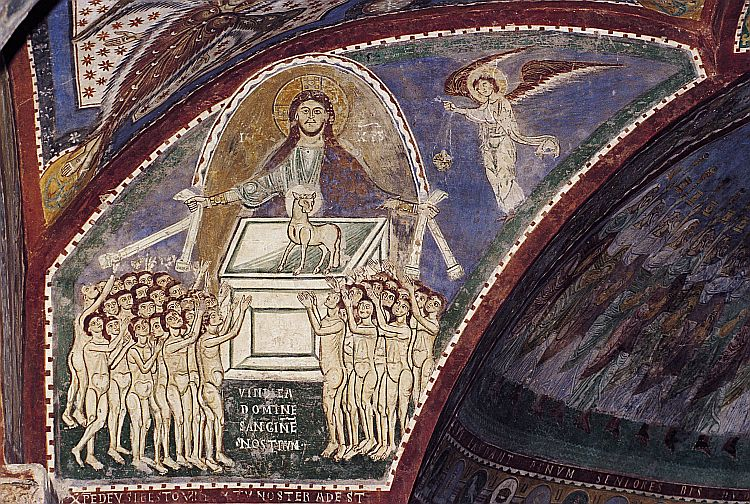
Apokalypsa, 5. pečeť
Villamagna od jihu
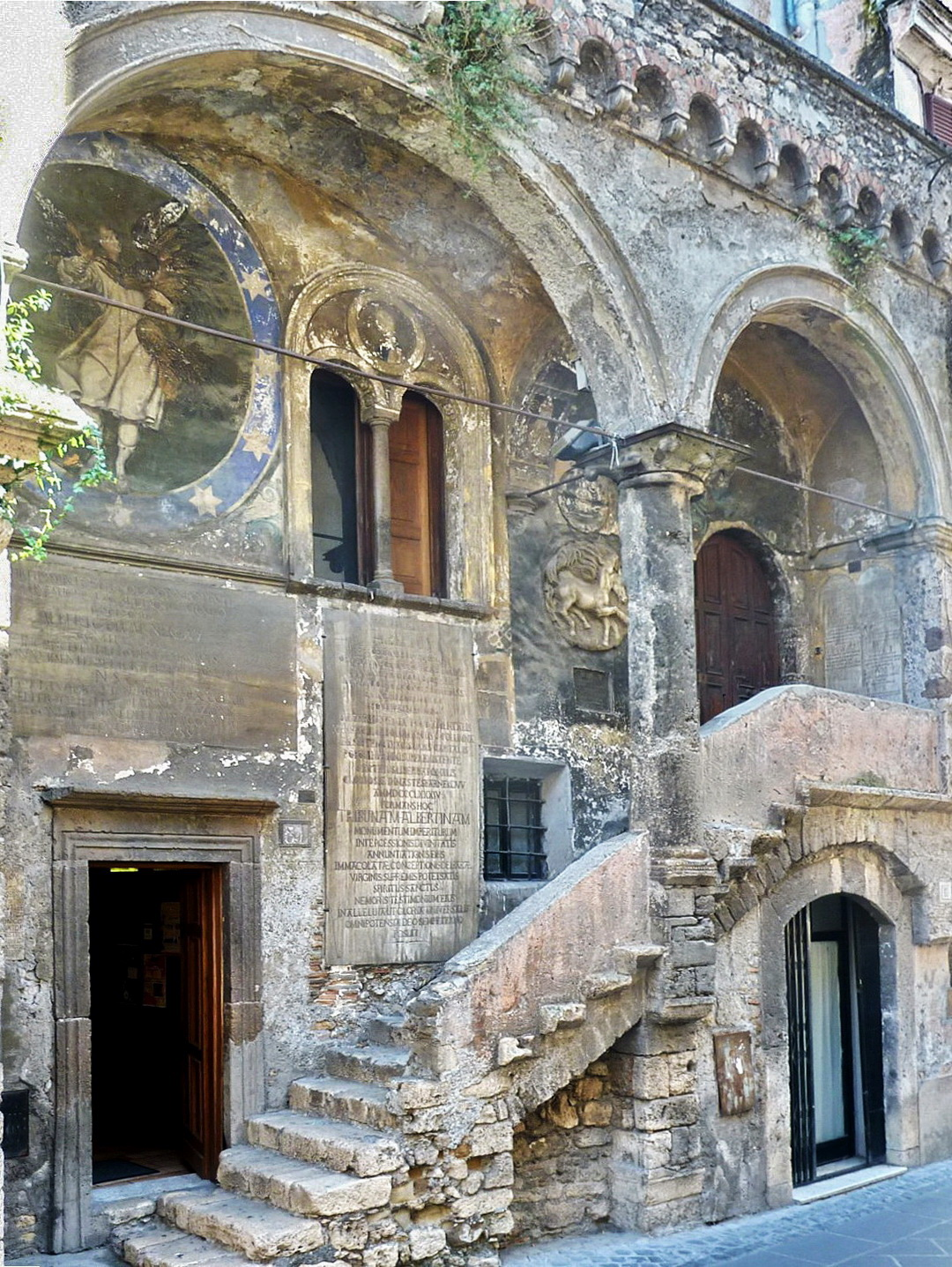
Obytný dům ze 14. stol.